# گانش‌پور (پنجاب)
گانش‌پور (به انگلیسی: Ganeshpur) یک منطقهٔ مسکونی در هند است که در بخش هوشیارپور واقع شده‌است. گانش‌پور ۲۹۶ متر بالاتر از سطح دریا واقع شده‌است.